# Karlsruher Sport-Club Mühlburg-Phönix 1962-1963
Questa voce raccoglie le informazioni riguardanti il Karlsruher Sport-Club Mühlburg-Phönix nelle competizioni ufficiali della stagione 1962-1963.

## Stagione
Nella stagione 1962-1963 il Karlsruhe, allenato da Kurt Sommerlatt, concluse il campionato di Oberliga sud al 5º posto. Fu ammesso alla Bundesliga 1963-1964.

## Rosa
| N. |                     | Ruolo | Calciatore         |
| -- | ------------------- | ----- | ------------------ |
|    | Germania (bandiera) | P     | Manfred Paul       |
|    | Germania (bandiera) | P     | Erich Wolf         |
|    | Germania (bandiera) | D     | Gerhard Helm       |
|    | Germania (bandiera) | D     | Horst Hotz         |
|    | Germania (bandiera) | D     | Rolf Kahn          |
|    | Germania (bandiera) | D     | Dieter Klaußner    |
|    | Germania (bandiera) | D     | Peter Koßmann      |
|    | Germania (bandiera) | D     | Willi Rihm         |
|    | Germania (bandiera) | D     | Horst Saida        |
|    | Germania (bandiera) | D     | Gustav Witlatschil |

| N. |                     | Ruolo | Calciatore           |
| -- | ------------------- | ----- | -------------------- |
|    | Germania (bandiera) | C     | Günter Herrmann      |
|    | Germania (bandiera) | C     | Jupp Marx            |
|    | Germania (bandiera) | C     | Heinz Ruppenstein    |
|    | Germania (bandiera) | C     | Max Schwall          |
|    | Germania (bandiera) | A     | Otto Geisert         |
|    | Germania (bandiera) | A     | Reinhold Nedoschil   |
|    | Germania (bandiera) | A     | Ernst Röhrig         |
|    | Germania (bandiera) | A     | Joachim Thimm        |
|    | Germania (bandiera) | A     | Horst Wild           |
|    | Germania (bandiera) | A     | Reinhold Wischnowsky |

## Organigramma societario
Area tecnica
- Allenatore: Kurt Sommerlatt
- Allenatore in seconda:
- Preparatore dei portieri:
- Preparatori atletici:
- Analisi video:

## Calciomercato

### Sessione estiva
| Acquisti | Acquisti      | Acquisti           | Acquisti |
| R.       | Nome          | da                 | Modalità |
| -------- | ------------- | ------------------ | -------- |
| A        | Otto Geisert  | Eintracht Nordhorn |          |
| D        | Peter Koßmann | Freiburger         |          |
| A        | Ernst Röhrig  | Karlsruhe II       |          |
| A        | Joachim Thimm | Bayern Monaco      |          |

| Cessioni | Cessioni         | Cessioni         | Cessioni |
| R.       | Nome             | a                | Modalità |
| -------- | ---------------- | ---------------- | -------- |
| A        | Günter Nauheimer | Wuppertal        |          |
| A        | Willy Reitgassl  | Kaiserslautern   |          |
| A        | Heinz Schmitt    | Waldhof Mannheim |          |

## Risultati

### Oberliga sud

#### Girone di andata
| Arbitro: | Freimuth |

|                         |           |                          |
| Marx 23’, 85’ Thimm 64’ | Marcatori | 37’ Strehl 90’ Haseneder |

| Arbitro: | Neumeier |

|                          |           |  |
| Winterling 78’ Greim 80’ | Marcatori |  |

| Karlsruhe 2 settembre 1962 3ª giornata | Karlsruhe | 0 – 0 referto | Monaco 1860 | Wildparkstadion (8 000 spett.)\| Arbitro: \| Kreitlein \| |
| Arbitro:                               | Kreitlein |               |             |                                                           |

| Arbitro: | Böttcher |

|                            |           |  |
| Schweighöfer 21’ Kraus 70’ | Marcatori |  |

| Arbitro: | Peters |

|           |           |         |
| Thimm 27’ | Marcatori | 43’ Loy |

| Arbitro: | Ommerborn |

|                                   |           |                             |
| Biesinger 66’ (rig.) Fritschi 85’ | Marcatori | 53’ Geisert 64’ Wischnowsky |

| Karlsruhe 29 settembre 1962 7ª giornata                                                           | Karlsruhe | 3 – 2 referto           | Stoccarda | Wildparkstadion (12 000 spett.) |
| \| \| \| \| \| Geisert 28’, 83’ Witlatschil 37’ (rig.) \| Marcatori \| 10’ Reiner 27’ Zipperer \| |           |                         |           |                                 |
|                                                                                                   |           |                         |           |                                 |
| Geisert 28’, 83’ Witlatschil 37’ (rig.)                                                           | Marcatori | 10’ Reiner 27’ Zipperer |           |                                 |

| Arbitro: | Tremmel |

|                            |           |                      |
| Breitschuh 21’ Fürther 49’ | Marcatori | 27’ Marx 56’ Geisert |

| Arbitro: | Reil |

|                                                    |           |  |
| Kott 15’ (aut.) Geisert 23’ Witlatschil 87’ (rig.) | Marcatori |  |

| Arbitro: | Alt |

|                          |           |                                                       |
| Ohlhauser 11’ Sieber 51’ | Marcatori | 31’, 61’ Geisert 43’, 77’ (rig.) Witlatschil 65’ Wild |

| Arbitro: | Kandlbinder |

|                                      |           |                         |
| Geisert 23’ Ruppenstein 38’ Marx 54’ | Marcatori | 36’, 73’ Stein 37’ Solz |

| Arbitro: | Fritz |

|                    |           |  |
| Jendrosch 17’, 58’ | Marcatori |  |

| Arbitro: | Kreitlein |

|                                          |           |                      |
| Pastoors 23’ Fröhlich 56’, 67’ Späth 74’ | Marcatori | 43’, 72’ Ruppenstein |

| Arbitro: | Glatthaar |

|                            |           |           |
| Geisert 6’ Witlatschil 26’ | Marcatori | 55’ Ruoff |

| Arbitro: | Fischer |

|               |           |          |
| Lotz 75’, 85’ | Marcatori | 59’ Wild |

#### Girone di ritorno
| Arbitro: | Schmid |

|                                |           |                  |
| Haseneder 49’ Flachenecker 65’ | Marcatori | 3’ Wild 46’ Marx |

| Arbitro: | Hager |

|                          |           |  |
| Marx 58’ Ruppenstein 61’ | Marcatori |  |

| Arbitro: | Jedele |

|                             |           |                 |
| Anzill 47’ Brunnenmeier 56’ | Marcatori | 32’ Wischnowsky |

| Arbitro: | Rodenhausen |

|                                  |           |             |
| Wild 8’ Marx 18’ Witlatschil 50’ | Marcatori | 60’ Gehling |

| Arbitro: | Mörs |

|                         |           |                                           |
| Peschen 67’ Metzger 82’ | Marcatori | 10’ Witlatschil 28’, 56’ Wild 45’ Geisert |

| Arbitro: | Mathieu |

|                                               |           |  |
| Geisert 5’, 51’, 59’ Ruppenstein 78’ Kahn 89’ | Marcatori |  |

| Arbitro: | Reil |

|                         |           |          |
| Wanner 11’ Zipperer 77’ | Marcatori | 61’ Wild |

| Arbitro: | Schreiner |

|              |           |  |
| Herrmann 42’ | Marcatori |  |

| Arbitro: | Fischer |

|  |           |             |
|  | Marcatori | 89’ Geisert |

| Arbitro: | Rodenhausen |

|           |           |                                               |
| Thimm 12’ | Marcatori | 34’ Brenninger 72’ Ohlhauser 85’ Röckenwagner |

| Arbitro: | Betz |

|                        |           |          |
| Horn 52’ Friedrich 72’ | Marcatori | 42’ Wild |

| Arbitro: | Riegg |

|                          |           |                           |
| Marx 41’ Ruppenstein 84’ | Marcatori | 53’ Jendrosch 71’ Velhorn |

| Arbitro: | Heckeroth |

|                                        |           |                       |
| Wischnowsky 5’ Thimm 37’ Nedoschil 87’ | Marcatori | 76’ Maurus 86’ Miller |

| Arbitro: | Meißner |

|                               |           |               |
| Ruoff 29’ Hoffmann 90’ (rig.) | Marcatori | 26’, 36’ Wild |

| Arbitro: | Kandlbinder |

|                                |           |           |
| Geisert 20’ Wild 22’ Thimm 75’ | Marcatori | 71’ Nuber |

## Statistiche

### Statistiche di squadra
| Competizione | Punti | In casa | In casa | In casa | In casa | In casa | In casa | In trasferta | In trasferta | In trasferta | In trasferta | In trasferta | In trasferta | Totale | Totale | Totale | Totale | Totale | Totale | DR  |
| Competizione | Punti | G       | V       | N       | P       | Gf      | Gs      | G            | V            | N            | P            | Gf           | Gs           | G      | V      | N      | P      | Gf     | Gs     | DR  |
| ------------ | ----- | ------- | ------- | ------- | ------- | ------- | ------- | ------------ | ------------ | ------------ | ------------ | ------------ | ------------ | ------ | ------ | ------ | ------ | ------ | ------ | --- |
| Oberliga sud | 34    | 15      | 10      | 4       | 1       | 35      | 18      | 15           | 3            | 4            | 8            | 24           | 30           | 30     | 13     | 8      | 9      | 59     | 48     | +11 |
| Totale       | 34    | 15      | 10      | 4       | 1       | 35      | 18      | 15           | 3            | 4            | 8            | 24           | 30           | 30     | 13     | 8      | 9      | 59     | 48     | +11 |

### Andamento in campionato
| Giornata  | 1 | 2 | 3 | 4  | 5  | 6  | 7 | 8  | 9 | 10 | 11 | 12 | 13 | 14 | 15 | 16 | 17 | 18 | 19 | 20 | 21 | 22 | 23 | 24 | 25 | 26 | 27 | 28 | 29 | 30 |
| --------- | - | - | - | -- | -- | -- | - | -- | - | -- | -- | -- | -- | -- | -- | -- | -- | -- | -- | -- | -- | -- | -- | -- | -- | -- | -- | -- | -- | -- |
| Luogo     | C | T | C | T  | C  | T  | C | T  | C | T  | C  | T  | T  | C  | T  | T  | C  | T  | C  | T  | C  | T  | C  | T  | C  | T  | C  | C  | T  | C  |
| Risultato | V | P | N | P  | N  | N  | V | N  | V | V  | N  | P  | P  | V  | P  | N  | V  | P  | V  | V  | V  | P  | V  | V  | P  | P  | N  | V  | N  | V  |
| Posizione | 4 | 9 | 9 | 12 | 14 | 11 | 8 | 10 | 6 | 4  | 5  | 6  | 8  | 6  | 7  | 7  | 7  | 7  | 6  | 5  | 5  | 5  | 5  | 5  | 5  | 5  | 6  | 5  | 6  | 5  |

Legenda:

Luogo: C = Casa; T = Trasferta. Risultato: V = Vittoria; N = Pareggio; P = Sconfitta.

### Statistiche dei giocatori
| O. Geisert     | 25 | 15 | 0 | 0 |
| G. Helm        | 1  | 0  | 0 | 0 |
| G. Herrmann    | 13 | 1  | 0 | 0 |
| H. Hotz        | 4  | 0  | 0 | 0 |
| R. Kahn        | 28 | 1  | 0 | 0 |
| D. Klaußner    | 16 | 0  | 0 | 0 |
| P. Koßmann     | 0  | 0  | 0 | 0 |
| J. Marx        | 29 | 8  | 0 | 0 |
| R. Nedoschil   | 6  | 1  | 0 | 0 |
| M. Paul        | 30 | 0  | 0 | 0 |
| W. Rihm        | 30 | 0  | 0 | 0 |
| H. Ruppenstein | 30 | 6  | 0 | 0 |
| E. Röhrig      | 4  | 0  | 0 | 0 |
| H. Saida       | 29 | 0  | 0 | 0 |
| M. Schwall     | 4  | 0  | 0 | 0 |
| J. Thimm       | 10 | 5  | 0 | 0 |
| H. Wild        | 22 | 11 | 0 | 0 |
| R. Wischnowsky | 19 | 3  | 0 | 0 |
| G. Witlatschil | 30 | 7  | 0 | 0 |
| E. Wolf        | 0  | 0  | 0 | 0 |